# Chelyocephalus varicolor
Chelyocephalus varicolor är en skalbaggsart som beskrevs av Schmidt 1893. Chelyocephalus varicolor ingår i släktet Chelyocephalus och familjen stumpbaggar. Inga underarter finns listade i Catalogue of Life.